# Psilachnum granulosellum
Psilachnum granulosellum är en svampart som beskrevs av Höhn. 1926. Psilachnum granulosellum ingår i släktet Psilachnum och familjen Hyaloscyphaceae.   Inga underarter finns listade i Catalogue of Life.